# لخ کاوالسکی
لخ کاوالسکی (انگلیسی: Lech Kowalski؛ زادهٔ ۱۹۵۱ (۷۳–۷۴ سال)) کارگردان فیلم، فیلم‌نامه‌نویس اهل بریتانیا است. وی از سال ۱۹۸۰ میلادی تاکنون مشغول فعالیت بوده‌است.